# ワウフラッター
ワウフラッター（英語：wow and flutter）とは、録音再生機器の回転部のムラによって発生する周波数変化のこと。デジタル制御機器では回転ムラがあっても再生機器の水晶発振器の精度と同程度まで小さくできる。従って、デジタル機器では性能表に表記する意味が無くなっている。
ワウは周期の長いもの、フラッターは周期の短いものを示す。この2つを合わせて音揺れの評価用語になっている。数値は%で表される。要因としてはテープレコーダーやレコードプレーヤーの送り電動機（モーター）の回転が安定しないことで起こるが、機械的な不安定さにより発生する場合もある。モーターの制御がクォーツロックになってからはこの現象は激減したが、商用電源に同期したシンクロナスモーターの時代には多く発生した。小型のテープレコーダーやラジオカセット、カーオーディオ、ヘッドホンステレオ等のカセットプレーヤー、更に近年の普及価格帯の据置型のカセットデッキなどでは駆動用としてDCサーボモーターやDCモーターが使用されているため、モーター駆動用に周波数を作り直す回路が用いられ、温度などによりしばしば回転の不安定さを生じることがある。
アナログオーディオの時代にはプレーヤーの機械的な動作が再生音に直結するためワウフラッターは重要な指標であったが、CDやDAT等のリムーバブルメディア（換装を前提とした記憶媒体）を伴うデジタルオーディオではデータ読み出し後にプレーヤー内蔵のキャッシュ用メモリーで機械的な動作の影響を排除できるため、ワウフラッターの大きさについて「測定限界以下」と表記することが一般的となった。さらに時代が進んで電子回路のみで構成され本質的に水晶発振器と同じ精度で動作するフラッシュメモリ（又は機械的駆動を採用しつつも水晶発振器との同期も併せて行うハードディスク）を搭載したデジタルオーディオプレーヤーやスマートフォンではそもそも表記しなくなっている。